# Aa de la Westphalie
Pour les articles homonymes, voir Aa.
L'Aa de la Westphalie (en allemand Westfälische Aa) est un affluent de la rivière Werre en Allemagne, donc un sous-affluent du fleuve la Weser, et un cours d'eau du land de la Rhénanie-du-Nord-Westphalie.

## Géographie
De 8,4 km de long , sa source se situe dans la Rhénanie-du-Nord-Westphalie au nord de Bielefeld dans le quartier de Milse. Elle résulte en fait de la confluence de deux rivières, nommées « Johannisbach » et « Lutter ».
L'Eickumer Mühlenbachse jette dans l'Aa de la Westphalie à Herford ; l'Aa se jette à son tour dans la Werre à Herford, après avoir traversé le centre-ville. 